# Rektorzy Uniwersytetu Technologiczno-Humanistycznego im. Kazimierza Pułaskiego w Radomiu
Lista rektorów i prorektorów Uniwersytetu Technologiczno-Humanistycznego im. Kazimierza Pułaskiego w Radomiu
| Kadencja                                                                     | Rektor                                                         | Prorektorzy                                                                                         |
| Szkoła Inżynierska Naczelnej Organizacji Technicznej w Radomiu               | Szkoła Inżynierska Naczelnej Organizacji Technicznej w Radomiu | Szkoła Inżynierska Naczelnej Organizacji Technicznej w Radomiu                                      |
| ---------------------------------------------------------------------------- | -------------------------------------------------------------- | --------------------------------------------------------------------------------------------------- |
| 1950-1951                                                                    | mgr inż. Eugeniusz Wasilewski                                  | mgr inż. Tadeusz Wichert                                                                            |
| Wieczorowa Szkoła Inżynierska w Radomiu                                      |                                                                | |
| 1951                                                                         | mgr inż. Eugeniusz Wasilewski                                  | mgr inż. Tadeusz Wichert                                                                            |
| 1951-1955                                                                    | mgr inż. Tadeusz Wichert                                       | mgr inż. Wincenty Gruszczyński                                                                      |
| 1955-1960                                                                    | mgr inż. Mieczysław Pietrzykowski                              | mgr inż. Marian Schneider                                                                           |
| 1960-1965                                                                    | mgr inż. Mieczysław Pietrzykowski                              | mgr inż. Marian Schneider                                                                           |
| Kielecko-Radomska Wieczorowa Szkoła Inżynierska w Kielcach                   |                                                                | |
| 1965-1967                                                                    | doc. dr hab. inż. Bronisław Ślusarczyk                         | doc. mgr inż. Mieczysław Pietrzykowski                                                              |
| Kielecko-Radomska Wyższa Szkoła Inżynierska w Kielcach                       |                                                                | |
| 1967-1970                                                                    | doc. dr hab. inż. Bronisław Ślusarczyk                         | doc. dr hab. Lech Buczkowski                                                                        |
| 1970-1974                                                                    | doc. dr hab. inż. Henryk Frąckiewicz                           | doc. dr inż. Zdzisław Tereszkowski                                                                  |
| Politechnika Świętokrzyska                                                   |                                                                | |
| 1974-1975                                                                    | doc. dr hab. inż. Henryk Frąckiewicz                           | doc. dr inż. Zdzisław Tereszkowski                                                                  |
| 1975-1978                                                                    | prof. dr hab. inż. Michał Hebda                                | |
| Wyższa Szkoła Inżynierska im. Kazimierza Pułaskiego w Radomiu                |                                                                | |
| 1978-1982                                                                    | prof. dr hab. inż. Michał Hebda                                | prof. dr hab. Zdzisław Abramowicz doc. dr inż. Kazimierz Janczak                                    |
| 1982-1984                                                                    | prof. dr hab. inż. Jan Sajkiewicz                              | prof. dr hab. inż. Czesław Kajdas doc. dr hab. inż. Witold Lasek doc. dr hab. inż. Aleksander Sala  |
| 1984-1985                                                                    | prof. dr hab. inż. Jan Sajkiewicz                              | doc. dr hab. inż Witold Lasek doc. dr hab. inż. Jan Misiak doc. dr hab. inż. Mirosław Oktawiec      |
| 1985-1987                                                                    | doc. dr hab. inż. Jan Misiak                                   | doc. dr hab. inż. Witold Lasek doc. dr hab. Henryk Nurowski doc. dr hab. inż. Mirosław Oktawiec     |
| 1987-1990                                                                    | doc. dr hab. inż. Jan Misiak                                   | prof. dr hab. inż. Andrzej Kowalewicz doc. dr hab. Tomasz Prot doc. dr hab. inż. Klemens Wróblewski |
| 1990-1993                                                                    | prof. dr hab. inż. Jan Misiak                                  | |
| 1993-1996                                                                    | prof. dr hab. Wiesław Wasilewski                               | prof. dr hab. Andrzej Całczyński dr hab. inż. Wincenty Lotko dr inż. Mirosław Luft                  |
| Politechnika Radomska im. Kazimierza Pułaskiego                              |                                                                | |
| 1996-1999                                                                    | prof. dr hab. Wiesław Wasilewski                               | dr hab. Jan Bednarczyk dr hab. inż. Wincenty Lotko dr inż. Zbigniew Łukasik                         |
| 1999-2002                                                                    | prof. dr hab. inż. Wincenty Lotko                              | dr hab. Jan Bednarczyk dr hab. inż. Zbigniew Łukasik prof. dr hab. Wiesław Wasilewski               |
| 2002-2005                                                                    | prof. dr hab. inż. Wincenty Lotko                              | dr hab. Jan Bednarczyk dr Adam Rutkowski prof. dr hab. Wiesław Wasilewski                           |
| 2005-2008                                                                    | dr hab. inż. Mirosław Luft                                     | prof. dr hab. inż. Wojciech Blajer dr Adam Rutkowski dr hab. Marian Sułek                           |
| 2008-2012                                                                    | prof. dr hab. inż. Mirosław Luft                               | prof. dr hab. inż. Wojciech Blajer prof. dr hab inż. Zbigniew Łukasik prof. dr hab. Marian Sułek    |
| 2012                                                                         | prof. dr hab. inż. Zbigniew Łukasik                            | dr hab. Sławomir Bukowski prof. dr hab. inż. Zbigniew Kosma prof. dr hab. inż. Mirosław Luft        |
| Uniwersytet Technologiczno-Humanistyczny im. Kazimierza Pułaskiego w Radomiu |                                                                | |
| 2012-2016                                                                    | prof. dr hab. inż. Zbigniew Łukasik                            | dr hab. Sławomir Bukowski prof. dr hab. inż. Zbigniew Kosma prof. dr hab. inż. Mirosław Luft        |